# Nyssia incerta
Nyssia incerta là một loài bướm đêm trong họ Geometridae.